# TramCamp
El TramCamp o Tranvía del Campo de Tarragona es un proyecto ferroviario que plantea construir un tranvía o tren tranvía en la zona del Campo de Tarragona que uniría Tarragona, el aeropuerto, Reus, Vilaseca, Salou y Cambrils.
El tranvía aparece en varios planes del gobierno como el Plan de Transportes de Viajeros de Cataluña 2008-2012 (PTVC), el Plan territorial parcial del Camp de Tarragona y al Plan de Infraestructuras de Transporte de Cataluña (PITC).
La Generalidad de Cataluña planteó la creación de un tranvía para unir las poblaciones del Camp de Tarragona y en 2001 encargó un estudio de viabilidad de un tren ligero. El proyecto se incorporó al Plan de Transportes de Viajeros de Cataluña (PTVC) en 2002 y en 2003 se constituyó el consorcio de la ATM Camp de Tarragona que fijó como uno de sus objetivos la creación de la red.
En 2006 no se incluyó el proyecto en el Plan de Infraestructuras de Transporte de Cataluña (PITC), elaborado durante el mandato de Pasqual Maragall (PSC), lo que no evitó las críticas desde diversas asociaciones y ayuntamientos. Finalmente, Manel Nadal, Secretario para la Movilidad, anunció que el proyecto incorporaba al PITC y que el tren tranvía circularía por la actual infraestructura que quedaría liberada después de la construcción del Corredor Mediterráneo y podría ser una realidad entre el 2006-2016 utilizando la actual infraestructura o 2016-2026 en vías de nueva construcción.
El proyecto quedó prácticamente olvidado hasta el año 2020, momento en el que la línea de Adif a Cambrils fue abandonada tras la entrada en servicio del Corredor Mediterráneo. Este suceso provocó que el gobierno de la Generalidad de Cataluña volviese a plantear el proyecto, entregándole a Ferrocarriles de la Generalidad de Cataluña (FGC) la tarea de rediseñar y planear la construcción del tranvía. A finales de 2020, el consejero de Territorio y Sostenibilidad, Damià Calvet, manifestó que la construcción del tren ligero podría comenzar a finales de 2021.
Finalmente, 20 años después de que se crease este concepto, en primavera de 2022. La Generalidad de Cataluña ordenó la redacción del proyecto para comenzar las obras a principio de 2023 estrenando en el siguiente año la línea entre Cambrils y Vilaseca, la primera fase del proyecto TramCamp.

## Características
Se estima que la construcción podría costar unos 200 millones de euros con unos tres ramales: un ramal de 23 km con 22 o 23 paradas entre Tarragona, Salou y Cambrils; un segundo ramal de 24 km y 22 o 23 paradas entre Reus, Vilaseca y Cambrils y un último entre Tarragona y Reus de unos 23 km y 21 o 24 paradas. Todo ello con un intercambiador de alta velocidad, regional, cercanías y autobús.
Se establecen dos fases para implantar el tramo. Una primera, 2006-2016, para reforzar la red de transporte aprovechando las líneas férreas existentes. Y una segunda entre el 2016 y 2026 donde se iniciarían las obras de nuevos viales.
Se anunció que el TramCamp tendrá parada en la Estación de Salou-Port Aventura.